# Pseudibis
Pseudibis (Hodgson, 1844) è un genere di uccelli della famiglia dei Treschiornitidi, diffuso nel sud-est asiatico.

## Tassonomia
Il genere comprende due specie:
- Pseudibis papillosa (Temminck, 1824) - ibis nero
- Pseudibis davisoni (Hume, 1875) - ibis spallebianche

L'ibis spallebianche è una specie in pericolo critico.